# Пежич, Стефан
Сте́фан Пе́жич (англ. Stefan Pejic; 5 июня 1988) — английский актёр и певец.

## Биография
Пежич начал свою профессиональную карьеру в возрасте семи лет при посещении  Театральное училища Дилижанс. В возрасте от десяти до тринадцати лет, он принимал участие в этапе школы Марка Джермиона и появился во многих детских шоу для «CITV».
Пежич покинул общеобразовательную школу в возрасте тринадцати лет с выпускными экзаменами в школу драмы и был самым молодым студентом, когда-либо быть зачислены.
В 2001 году Стефан сыграл роль школьника в фильме «Гарри Поттер и философский камень».

## Избранная фильмография
| Год  |   | Русское название                  | Оригинальное название                 | Роль     |
| ---- | - | --------------------------------- | ------------------------------------- | -------- |
| 2001 | ф | Гарри Поттер и философский камень | Harry Potter and the Sorcerer's Stone | школьник |